# Georg Kruse
Georg Marinus Kruse (12. september 1894 i København – 23. maj 1931 i Roskilde) var en dansk bokser som deltog under Sommer-OL 1920.
I 1920 blev han elimineret i anden runde i vægtklassen mellemvægt under Boksning under Sommer-OL 1920 efter at han tabte en kamp mod Marcel Rey-Golliet.